# Cirrhaea dependens
Cirrhaea dependens är en orkidéart som först beskrevs av Conrad Loddiges, och fick sitt nu gällande namn av John Claudius Loudon. Cirrhaea dependens ingår i släktet Cirrhaea och familjen orkidéer. Inga underarter finns listade i Catalogue of Life.

## Bildgalleri

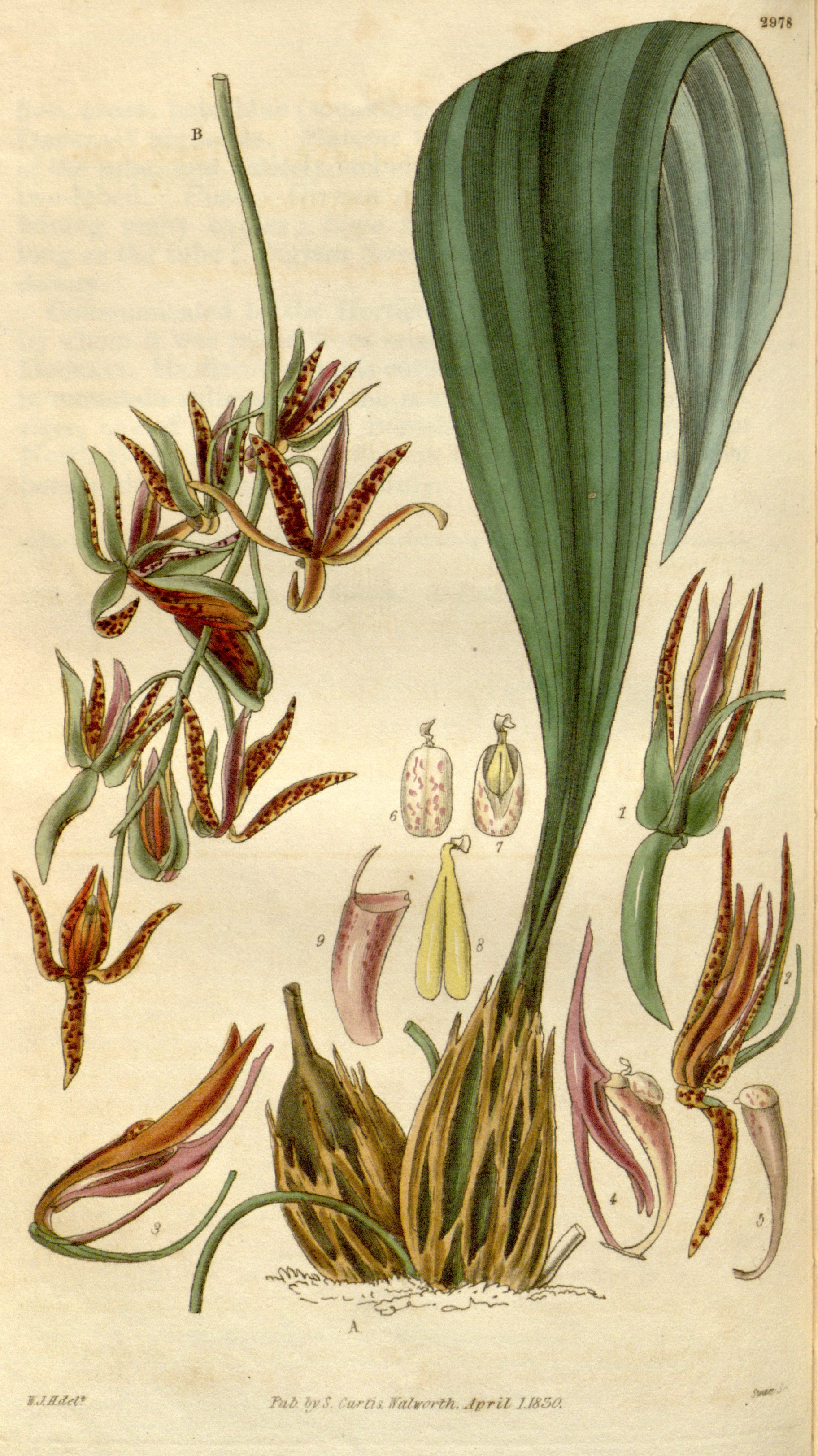
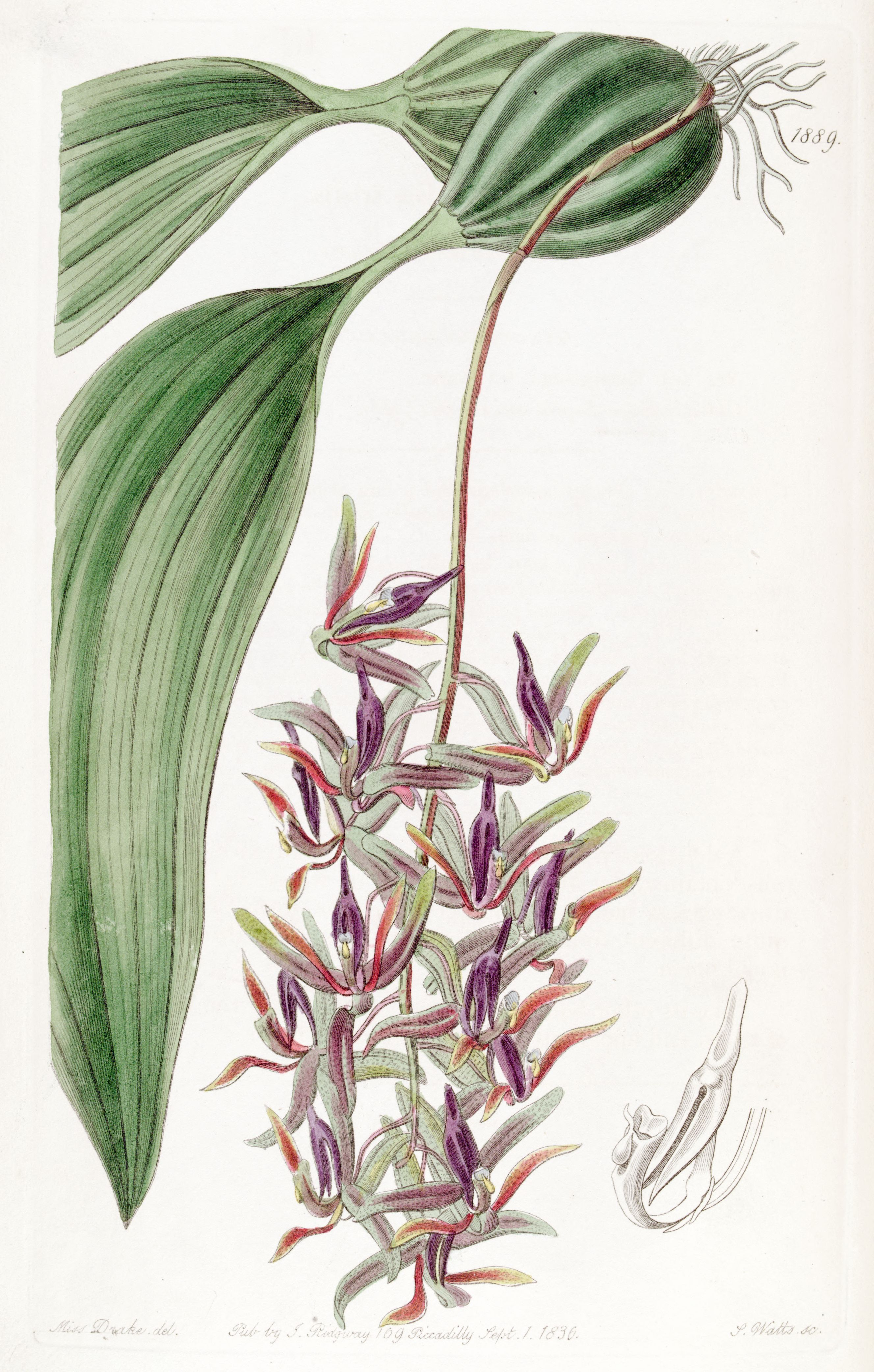